# 叙位
叙位（じょい）とは、位階を授けること、およびその儀式。授位（じゅい）ともいう。本項では前近代の日本における叙位について解説する。

## 古代の制度
日本における位階制度の濫觴は、7世紀初めの冠位十二階まで遡るが、初期の叙位の具体的な手続については不明な点が多い。8世紀初めの大宝令制定後は、叙位についてある程度詳しく記した史料が残る。律令制における位階制度には、品位、内位、外位、勲位があり、これらを諸王や官人・宮人等に授ける手続き、およびその儀礼を叙位（授位）と呼ぶ。親王・内親王の品位を授ける儀式は叙品（じょほん）と呼ぶ。
その叙位の原則は、考選法である。これは、毎年の勤務評価（考課）を一定の年数重ね、その満期を迎えた際に、進階（昇進）の是非と進階の場合に引き上げる階数を決定するものであった。この際には、結階案と呼ばれる叙位の原案が作成された。また、この判定を成選（せいせん）、そのために必要な年数を成選年（せいせんねん）と呼ぶが、長上官は6年（慶雲3年（708年）以後は4年）とされていた。勤務評価は上々から下々第の9階に分かれていた（もっとも、後述のように後に様々な特例が用いられ、それらの方が主流となる）。このような恒例の手続きとしての叙位は毎年正月に行われた。この他、天皇の即位や朔旦冬至などの国家的慶事等の際や、功績を残した特定個人に対する臨時の叙位も行なわれた。
位階の上る昇進を、「加階」（かかい）や「加叙」（かじょ）と言うが、律令制においては五位以上（貴族）と六位以下には大きな待遇の差があったため、従五位下への叙位・加階は特に重要視され、叙爵（じょしゃく）と称し、この従五位下の位を栄誉あるものとして特に「栄爵」（えいしゃく）とも呼んだ。なお、奈良時代の『続日本紀』には、度々、銭百万文（銭と併用して稲一万束）を朝廷に献上して五位を叙位される例が記述されている事から、皇朝十二銭の時代には五位（貴族身分）は朝廷から買えた（蓄銭叙位令も参照）。
また叙位の手続きにも、位階の高さに応じて3つの形式があった。五位以上は勅旨によって授ける「勅授」（勲位の場合は六等以上）、内位八位以上もしくは外位七位以上は、大臣からの奏聞を天皇が裁可する「奏授」（勲位の場合七等以下）、それ以下は、太政官の手続きのみで授ける「判授」で行なわれた。
平安時代に入ると、叙位の仕組も次第に変化するようになる。まず、成選の原則が行われなくなり、勅授は叙位議を経るとは言え、天皇の勅のみで行われるようになった。これは、成選を行うために必要なものとして1月3日に行われていた考選目録読申の手続きが、天長年間（824 - 34年）に、勅授の叙位が完了した後の2月10日に移動したことからも知る事が出来る。この結果、奏授は依然として成選の原則が維持されたものの、日程的には新年における一連の叙位儀式から切り離されてしまった。また、成選関連の文書が叙位議から除かれたことによって、代わりになる文書として十年労帳や外記勘文が叙位の場に登場したと考えられている。
その後も様々な特例が設けられ、それらによる叙位が多くなっていった。例えば、天慶年間（938 - 47年）以後、一定の官職を一定年数以上務めれば、年労（在職期間）を理由として加階の対象とされる年労加階が行われるようになった。特に式部・民部両省の丞及び外記・史などの地位にある六位の位階を持つ年労者は、毎年1名ずつ従五位下に叙爵される巡爵（じゅんしゃく）の制度が導入された。これに近いものとして、国司の任期4年を問題無く勤め上げた者に対して、治国賞（ちこくのしょう）と呼ばれる1階進階を認める制度も成立した。また、特定氏族（王氏や藤原氏、源氏、橘氏）の氏長者は、一族の中から毎年1名ずつ従五位下に叙爵させる推挙権を有しており、これを氏爵（うじしゃく）と称した（なお、藤原氏の場合には、藤氏長者が四家の人間を毎年持ち回りで推挙する慣例があった）。
更に、院宮や准后が特定人を従五位下に推挙する年爵（ねんしゃく）があった。これによって推挙を受ける人物は、予め推挙者に叙爵料（叙料）と呼ばれる年料給分を納めることが原則となっており、国家財政の悪化に伴って院宮や准后に対する経済的な給付が困難となったために、朝廷が代替として与えた経済的な特典であった。なお、官職に対しても同様に任料を納めて推挙を得る年官制度が導入され、また推挙者が自己に仕える者に対する褒賞として年料給分を受けずに年爵・年官を行う場合もあった。
なお、平安時代中期以後になると、位田・位禄などの位階に基づく給与制度が崩壊したために、生活の資を喪失した外位や七位以下に相当する官人層が消滅し、また残された六位以上の層でも在任期間や年齢、家格に基づく上限・下限などが厳格化していき、全体として位階の上昇傾向が見られるようになった。五位以上の官人の増大は、位階に代わる天皇との親疎を示す新たな基準「昇殿」を生み出すことになる。

## 叙位の儀礼
恒例の手続きとしての叙位は毎年正月に行われた。桓武天皇の頃より、1月7日の白馬節会の饗宴に際して新しい位記が与えられる慣例が成立し、続いて8日には宮人に対する女叙位が実施された。
1月7日に叙位が行われる場合、5日か6日に天皇の御前で叙位の是非を決める「叙位議」を開催する。
平安時代中期以降の儀礼の手順としては、叙位議の当日はまず、大臣以下が議所に着座して勧盃が行われる。続いて蔵人が天皇のお召の命令を伝えると、上卿（大臣もしくは大納言）は外記を召して筥（はこ）を持参させる。筥の中には外記（一部は蔵人）より五位以上の官人の名簿である歴名帳、現職の官人の名簿である補任帳、官司から年労加階の候補者を記した十年労帳、叙位者を推挙する外記勘文や、昇進希望者自身もしくは他薦意見として出される申文などが納められており、それらはまとめて筥文（はこぶみ）と呼ばれる。続いて大臣以下が殿上に昇り、その際一部の公卿が筥文を持って登り、大臣の座の西辺に置く。続いて、天皇が出御して御前儀の形式で叙位議が開催される。
まず十年労帳を皮切りに筥文の確認が行われ、その内容を参考にして叙位の是非を定めていく（後述のように成選が叙位議よりも前に行われていた時代には、当然成選短冊などの成選関連文書が最初に確認されていたと考えられている）。決定はまず、従五位下を授ける叙爵について審議（氏爵・巡爵・年労叙爵・院宮年爵）が行われ、その後従五位下以上の貴族に対する加階（年労加階・院宮加階）について審議が行われ、天皇が裁許した決定事項の執筆を担当する大臣が続紙に記して続文（叙位簿）を作成する。全ての審議が終わると、執筆の大臣が続文の末尾に年月日を記して天皇の奏覧を経た後、上卿に下される。退下後、議所もしくは陣座にて上卿が内記に命じて位記を作成させ、上卿が出来上がった位記に続文に基づいて叙位者の姓名を記していく（入眼）。出来あがった位記は天皇の奏覧を経て御璽を捺印した上で覆奏される（請印）。また、叙位者を召すための下名（おりな）を作成して式部省・兵部省に送付される。
院政期以後になると、治天の君や摂関など宮廷内の各実力者による事前の合意によって作成された小折紙と呼ばれる一種のシナリオが作成され、それに基づいて叙位議が行われるようになる（叙位議の最後の段階で摂関が執筆の大臣・公卿に小折紙を渡し、執筆は秘かにそれを書き写して続文を作成した。これはあくまでも「小折紙」は表沙汰にしてはならない文書であったからである）。
7日には白馬節会のために参内する貴族・官人のうち、叙位者を召しだして位記を給う位記召給の議が行われる。叙位を受けた者は拝舞して奏慶を行い、続いて院宮などの有力者に奏慶した。これは、饗宴の場で大勢の人々の前で叙爵・加階の栄誉を受けると言う晴れの舞台を設定する意味があった。
なお、奏授の場合は予め太政官が結階案を天皇に奏上し、判授は太政官の審議にて決定される。まず、前年の10月1日から3日に出された考選文を元に中務省にて考選目録が作成され、1月3日に叙位議に先だって考選目録読申が行われ審議が行われる。翌日には大臣が成選人（進階対象者）に引見する列見が行われ、これを元に進階者を定めた成選短冊とその者に予定された新しい位階の予定が記された擬階奏文を天皇に奏上されて裁可を受ける奏成選短冊が行われ、これを受けて位記が作成されて対象者が召給された。ところが、天長年間（824 - 34年）に考選目録読申が2月10日に移動され、それに伴い奏成選短冊は4月7日、位記の召給は同15日となる。更に仁寿年間（851 - 54年）には奏成選短冊への天皇の出御も行われなくなり、天皇が奏授の叙位に関わる事はなくなったのである（判授は、元々天皇が関与しない）。
なお、正月8日の女叙位は次第に衰退して隔年化したり、同時に男性官人の追加の叙位が行われたりするようになった。

## 中世以降の展開
中世後期以後、経済的に苦境に陥った朝廷では叙位議が開かれることはほとんどなくなった。これは叙爵や加階が行われなくなった訳ではなく、必要に応じて叙爵・加階対象者に個別に叙位の宣下を行ったために、一度に多数の人を同時に叙位するための手続が必要ではなくなったことを意味していた。
文明8年（1476年）1月、征夷大将軍足利義尚への叙位を行うために室町幕府の支援のもとに叙位議が開かれたことがあった。その時には十年労帳・巡爵申文・氏爵申文・年爵申文・外記勘文・入内勘文・加階申文の順序で審議が行われたが、実際には小折紙によって結果は既に決定済みであった（なお、年爵勘文は准后大炊御門信子からのもの、外位から内位への異動を勘文した入内勘文は実際には作成されなかった、また小折紙に織り込まれていない加階申文は全て却下された）。
その一方で、地方の大名などから献金を受ける代わりに高い位階を叙位するようになり、その傾向は江戸時代に入っても変わりが無かった。また、堂上家の増加とともに三位叙位者の数も急増した。元和6年（1620年）に三位以上を有していたのは39名（本来の律令法の規定に基づく官位相当の定員数では最大17名である）であったのが、天明年間以後は常時150名を超えていたとされている。その多くが新家の非参議や神職の叙位者であった。当然、四位・五位を授けられる公家（地下家を含む）・神職がそれ以上いた。その背景には、禁裏御料のみでは朝廷を維持することが難しく、叙位の見返りとして得られる金銭収入に朝廷財政が依存するところが大きかったことが背景にある。この傾向は僧侶の僧位や職人・芸能者の受領名の分野でも見られる現象である。しかも、ここで上げた数字の中には禁中並公家諸法度によって定員外とされた武家官位に基づく叙位が含まれていない。
武家官位は江戸城の徳川将軍家を中心とする秩序形成にとって、石高や譜代・外様などの格式と並んで重要な指標とされた。大名の中には幕府の中での秩序を上げるために幕府や幕閣個人に対する献金などを行ってより高い叙位を願い出る例も多かった。秩序とそれに付随する礼儀や上下関係による関係が重視された江戸時代において、公家・武家やその他を問わず、より高い地位を求める傾向が時代とともに強くなり、そのために莫大な金品が動かされることも珍しくなかったのである。

## 人外に対する叙位
動物に対して叙位が行われたという記録もいくつか残っている。ただし脚色された物語や伝承等である物が多い。
- ゴイサギ（トリ） - 『平家物語』巻五「朝敵揃」では、9世紀末 - 10世紀初めの天皇、醍醐天皇が叙位を行ったとしている。ある時、天皇はこのサギを捕えるよう六位の蔵人に命じた。蔵人が「宣旨ぞ」と声をかけると、鳥は動かなくなり、蔵人に捕らえられた。天皇は宣旨にしたがったことを褒めて五位を授け、「サギの中の王」であると記した札を付けて飛び立たせた。
- ネコ -10世紀末 - 11世紀初めの天皇一条天皇は愛猫家であり、飼っていたネコに「こうぶり給いて（叙爵されて）」「命婦の御許」と呼ばれたと『枕草子』に記述されている。このネコは長保元年（999年）9月に生まれ、9月19日には「産養」と呼ばれる祝宴が執り行われた。これは本来人間の赤子が生まれてから数日を経過したことを祝うものであり、一条天皇の母・東三条院藤原詮子や左大臣藤原道長といった貴人も参列している[2][3]。
- 伏見稲荷大社の命婦狐（キツネ） - 複数伝承があり、1つは鎌倉時代の東寺の縁起書の記述として、老いた命婦（五位以上の女官）が稲荷社に参詣できなくなり、その代わりにキツネが参ってほしいと願い、命婦の称号を譲ると約束したというもの。2つは、江戸期の伝承で、後三条天皇（11世紀末）が伏見稲荷大社に行幸した際、老いキツネに命婦の官を授けたとする[4]。
- ウマ - 平家物語巻之十一「嗣信最期の事」には「判官（義経）五位尉になられし時、五位になして大夫黒と呼ばれし馬なり」とされる「大夫黒」というウマが登場する。
- ゾウ - 19世紀の文政年間に出版された『江戸名所図会』では、享保13年（1728年）、広南（ベトナム）から連れてこられたゾウに、「従四位」の位が授けられ、「従四位広南白象」と称されたと言う記述がある。この叙位は中御門天皇に拝謁するにあたって行われたとされるが、同時代の資料には叙位についての記載はなく、記述を疑問視する意見がある[5]。
- 狆（イヌ） -『耳嚢』「犬に位を給はりし事」では、以下のような叙位の話が記載されている。姫路藩主酒井忠以が光格天皇の即位式と元服のために上洛する際、愛犬の狆がどうしても忠以の駕籠から離れず、ついに京都までついてきてしまった。光格天皇はこの犬の忠義をほめ、六位を授けたという話が記載されている。ただし実際の忠以の上洛は馬でおこなわれているだけではなく、忠以自身の日記『玄武日記』には狆の事は一切書かれておらず、『耳嚢』著者の根岸鎮衛も「根なしこと（根拠のないこと）」と記している[6]。

また、無機物に対する叙位もあった。
- 佐伯 (船) - 遣唐使執節使（大使より上位）の粟田真人の乗船。無事往復をこなした船に対し、慶雲3年（706年）2月22日、従五位下の位が授けられた。
- 播磨と速鳥 (船) - 天平勝宝6年（754年）、鑑真らを乗せ、帰還に成功した遣唐使船。二隻共に従五位下の位が授けられた。
- 能登 (船) - 奈良時代の遣渤海使船。763年に従五位下の位階と錦冠を授かった（『続日本紀』）。
- 神津島の天上山 - 火山が噴火した際、山神をなだめる意味で、山に対して神階を与える場合（叙位）があり、838年（9世紀中頃）の神津島の噴火により島民が全滅したことを隣の新島が報告してきたため、神津島の神（天上山）に従五位下が与えられたとされる[7]（その50年後には新島も噴火し、島民が全滅するが、朝廷に報告する者がいなかったため、叙位はなかった）。
- 双ヶ岡古墳（古墳） - 『続日本後紀』承和14年（847年）10月19日条に、五位を与えた記録があり（五位山のコトバンク）、五位山の由来となった（コトバンク。双ヶ丘#歴史も参照）。
- 伝承上、名槍日本号は天皇から三位を与えられたとされる武器である。

備考として、「人外に対して位を授ける」という故事・行為自体は日本独特の文化という訳ではなく、中国にも例はあり、『史記』秦始皇帝本紀には、始皇帝が雨宿りした松の木に対して、「五太夫」の位を授けた故事（松の別名を五大夫という）が記述されており、このことは日本の能の演目「老松」においても語られている他、明代では、大砲に「安国全軍平遼靖膚将軍」の号位を授け、清代では、古錨が祟りを成すとして、「鉄猫将軍（錨と猫の音が通じるため、いつの間にか呼ばれるようになった）」の封号を賜ったとされる。西洋諸国でも動物に対し、軍の階級を与えている例はみられ、ローマ皇帝のカリグラは、インシタテュスという愛馬を執政官に任じた他、ポーランド軍のクマ兵・ヴォイテクやノルウェー軍のペンギンマスコット・ニルス・オーラヴなどは階級と共に騎士号を授与されている。
植物名の由来の中には、イチイを「仁徳天皇が正一位を与えたため」とするが（イチイ#名称）、仁徳天皇の治世において正一位の位階は作られていない（正一位#正一位に叙された人物参照）。

## 公式外の叙位
公式外、すなわち朝廷・天皇の権威外による叙位例。朝廷権力に許可なき行為であるため、公認はされていない。
- 新皇 - 八幡大菩薩の使いを称する巫女が、菅原道真の霊魂が平将門に朕の位、天皇位を授けると宣言したと『将門記』に記述される。これにともない、将門は坂東諸国の国司を任命している。